# ラ・メトリー (小惑星)
ラ・メトリー (7095 Lamettrie) は小惑星帯に位置する小惑星。ベルギーの天文学者エリック・ヴァルター・エルストが南アメリカのヨーロッパ南天天文台（ラ・シヤ天文台）で発見した。
フランスの哲学者、医師で啓蒙期フランスの代表的な唯物論者、ジュリアン・オフレ・ド・ラ・メトリーから命名された。